# Senato dell'Oklahoma
Il Senato dell’Oklahoma è, insieme alla Camera dei Rappresentanti, una delle due camere che compongono la Legislatura statale dell'Oklahoma. Essa si riunisce nel Campidoglio dello Stato dell’Oklahoma.
La Camera è composta da 48 rappresentanti, rinnovati per metà ogni due anni. I senatori non sono rieleggibili dopo dodici anni consecutivi in entrambe o ciascuna camera.